# Tekst jawny
Tekst jawny (lub inaczej tekst otwarty) – wiadomość, która nie została jeszcze zaszyfrowana (lub została odszyfrowana).